# Kitana
Kitana es un personaje ficticio de la saga de videojuegos Mortal Kombat. Tuvo su primera aparición como personaje seleccionable en el año 1993 en Mortal Kombat II y desde entonces ha aparecido en casi la mayoría de los videojuegos y lanzamientos de la saga como las películas Mortal Kombat y Mortal Kombat: Annihilation y las series Mortal Kombat: Defenders of the Realm, Mortal Kombat: Konquest y Mortal Kombat: Legacy; y se ha convertido en uno de los personajes más reconocidos e iconos de la saga.
Kitana es la princesa del místico reino de Edenia al ser hija de los reyes Jerrod y Sindel, cuando Edenia fue conquistada su padre murió a manos del quién se convertiría en su padrastro proveniente del Mundo Exterior, Shao Kahn. Su historia de origen cambia según la línea temporal en la que se desarrolla, pero en todas esta sirve a Shao Kahn como parte de su escuadrón de élite de asesinas, en el que también están su mejor amiga y guardaespaldas, Jade y su hermana (clon), Mileena. También es el interés amoroso del héroe de Mortal Kombat, Liu Kang.

## Apariciones

### En videojuegos
Como miembro de la raza edeniana en una dimensión ficticia llamada Outworld (Mundo Exterior), Kitana tiene más de diez mil años de edad, aunque su aspecto es el de una persona más joven. Con el paso del tiempo, su importancia crece. Comienza siendo la hijastra del malvado emperador del Outworld, Shao Kahn; luego se convierte en su enemiga al escapar de su comando y liberar a su reino Edenia; y luego lidera un equipo encargado de que el emperador jamás vuelva al poder. Kitana siente una atracción amorosa por el campeón de la Tierra, Liu Kang, hasta que este muere; aunque luego se reúnen poco antes de su resucitación. A pesar de haber servido a Shao Kahn por gran parte de su vida, Kitana se une al bando de los "buenos" luego de conocer su verdadero pasado y su verdadera familia. Mileena, un clon desfigurado suyo, aparece en la historia original de la serie como su hermana gemela y archirrival.
Kitana debuta en Mortal Kombat II (1993) como la asesina personal de Shao Kahn y trabaja con su supuesta hermana gemela Mileena. Luego de siglos al servicio del malvado emperador, Kitana descubre que sus verdaderos padres son los ex emperadores de Edenia, el Rey Jerrod y la Reina Sindel; y que Shao Kahn la había hecho su propia hija cuando conquistó dicho reino. También descubre que Mileena no es su verdadera hermana, sino que un grotesco clon suyo que Shao Kahn le había ordenado crear a su hechicero Shang Tsung. El plan era que Mileena reemplazara a Kitana si esta se enteraba de la verdad; pero debido a que no resultó como esperaba, Kahn decidió convertirla en una espía de Kitana para así asegurar su lealtad. De acuerdo con el spinoff del videojuego, Mortal Kombat: Shaolin Monks (2005), cuando Kitana deja de servirle a Shao Kahn, es inducida a un trance y forzada a enfrentarse a los héroes de la Tierra junto con Mileena y Jade. Luego de que los monjes Liu Kang y Kung Lao la liberan de su trance, Kitana se enfrenta a Mileena y la aniquila.
Durante los eventos de Ultimate Mortal Kombat 3 (1995), Kitana es sometida a juicio por asesinar a Mileena. Antes de que se dicte su veredicto y su condena, Kitana escapa y se une a los guerreros de la Tierra para liberar a su madre Sindel, quien había sido resucitada y utilizada por Shao Kahn para invadir la Tierra. Luego le pide ayuda a su mejor amiga Jade y juntas encuentran a Sindel y la liberan del control mental de Shao Kahn, quien termina vencido por Liu Kang. Así, Kitana, Sindel y Jade liberan a Edenia del Outworld.
La felicidad de Kitana es efímera, ya que durante Mortal Kombat Gold (1999), Shinnok y su gran visir Quan Chi escapan de su prisión del Netherrealm (Inframundo) e invaden Edenia. Traicionadas por la edeniana Tanya, Kitana, Sindel y Jade son atrapadas, aunque Kitana logra escapar nuevamente y vuelve a unirse a sus aliados terrestres. El equipo logra vencer a Shinnok y, una vez que Edenia es liberada, Kitana le propone a Liu Kang gobernar como Rey y Reina. Él se niega y reivindica su deber como campeón de la Tierra. Más adelante, Kitana captura a Mileena y descubre que Shao Kahn sobrevivió a su derrota en la Tierra y que ha estado regenerando su poder. Suponiendo que Shao Kahn volvería a adueñarse de Edenia una vez que recuperara su poder, Kitana forma una alianza con Goro, príncipe de los Shokan, para enfrentarse a las fuerzas del malvado emperador.
En Mortal Kombat: Deadly Alliance (2002), Kitana lidera un ataque preventivo contra las fuerzas de Shao Kahn y descubre que unos desconocidos habían acabado con él. Kitana piensa que su lucha ha terminado y emprende su viaje de regreso a Edenia con la esperanza de vivir en paz. Sin embargo, Kung Lao le cuenta los planes de una alianza mortal entre Quan Chi y Shang Tsung, responsables de la muerte de Liu Kang y de Shao Kahn que buscaban revivir un ejército de muertos vivientes del legendario Rey Dragón Onaga. A pesar de su dolor, Kitana se une una vez más a los guerreros de la Tierra para enfrentarse a esta alianza. Más adelante, durante el asalto al palacio de Shang Tsung, Kitana se enfrenta a Quan Chi y, a pesar de que sus habilidades de lucha habían mejorado gracias al entrenamiento de Bo' Rai Cho, es derrotada y asesinada junto a los demás aliados. Poco después, Onaga los resucita y los hace prisioneros; y le ordena a Mileena que se haga pasar por Kitana en Edenia.
En el port de Mortal Kombat: Deception, titulado Unchained (2006), Onaga utiliza a Kitana para que atrape a su madre Sindel, sabiendo que esta no sería capaz de luchar contra su hija, y la encierra en un calabozo. Jade la libera y juntas se dirigen al Outworld, donde buscan la forma de vencer a Onaga y de liberar a Kitana de su hechizo. Por su parte, y sin que nadie lo supiera, el espíritu de Liu Kang había sido capaz de permanecer entre los vivos gracias al lazo que tenía con Kitana y forma una alianza con Ermac. Juntos se embarcan en una misión para salvar, también, a sus aliados. Finalmente, Ermac y Liu Kang liberan a Kitana y a los héroes de la Tierra con éxito.
Luego de todos estos sucesos, Kitana regresa a Edenia y se encuentra con Blaze, quien le advierte de un nuevo peligro que amenazaría a todos los reinos y le aconseja unirse a las fuerzas de la luz durante la batalla. Cansada de tanto luchar, Kitana se desanima, pero Blaze la convence asegurando que la guerra acabaría pronto. Así, Kitana regresa en Mortal Kombat: Armageddon (2006) acompañada del espíritu de Liu Kang, con el fin de mantenerlo íntegro hasta encontrar la manera de devolerlo a su cuerpo original. Pronto se encuentra con Nightwolf, quien le ofrece conservarlo para que Kitana luche sin llevarlo a cuestas. Al final, Kitana muere con todos sus aliados.
En el crossover de Mortal Kombat vs. DC Universe (2008), que no es canónico, Kitana es transportada a Metrópolis, en donde se enfrenta con su contraparte del Universo DC, Mujer Maravilla, debido al "kombat rage" que le hace creer que es una asesina del Outworld. Kitana es derrotada, Scorpion la encuentra y, luego de enfrentarse a ella, la lleva al templo de Raiden. Allí, Kitana le cuenta que había sido testigo de la fusión entre Shao Kahn y Darkseid: Dark Kahn. Luego forma parte de los demás luchadores en su viaje a los reinos fusionados del Outworld y de Apokolips. El equipo lucha contra los héroes y villanos de DC y termina inconsciente mientras Raiden y Superman destruyen a Dark Kahn.
Más adelante, Kitana regresa en Mortal Kombat, juego del 2011 que resume la historia de los tres primeros Mortal Kombat con algunas diferencias. En el modo de historia, Shao Kahn la envía con Jade a competir en el torneo Mortal Kombat. Kitana se enfrenta a Liu Kang para asegurarse de que no llegue a las últimas etapas, pero este la vence y la sorprende perdonándole la vida. Durante el segundo torneo, Raiden le informa que Shao Kahn no es su padre y, luego de descubrir a una recién creada Mileena, se dirige de inmediato a Shao Kahn y acusa a Shang Tsung de intentar reemplazarla con un clon. Kitana se sorprende al descubrir que el mismo Shao Kahn había ordenado la creación de Mileena y es enviada a una prisión del palacio mientras Shao Kahn ordena que le lleven a su "verdadera hija". Jade la libera, las dos escapan al Earthrealm y se unen con sus nuevos aliados para luchar contra las fuerzas del Outworld. El equipo ayuda a los guerreros de la Tierra, pero es derrotado y asesinado por la corrompida madre de Kitana, Sindel. Finalmente, Quan Chi resucita a Kitana junto con otro grupo de guerreros para que se enfrenten a Raiden. En los sucesos de Mortal Kombat X (2015). En el modo de historia, es uno de los espíritus comandados por Quan Chi y lucha junto con los corrompidos Liu Kang, Kung Lao, Sindel y Smoke. Kitana se enfrenta a Jax y Cassie Cage y se convierte junto con Liu Kang en la nueva gobernadora del Netherrealm luego de la derrota de Quan Chi y Shinnok.
En Mortal Kombat 11 (2019), la versión retornada de Kitana se alió con la guardiana del tiempo Kronika, después de que esta última le prometiera una línea de tiempo sin Raiden. Sin embargo, como resultado de las acciones de Kronika, una versión pasada de Kitana y Liu Kang fue traída al presente. Mientras él viajaba a la Tierra para averiguar más sobre lo sucedido, ella se quedó en Outworld para encontrar a Shao Kahn, que también había sido traído del pasado. Para ayudar al nuevo emperador de Outworld, Kotal Kahn, Kitana forjó alianzas con las facciones dispares de Outworld antes de conducirlas a la batalla contra Shao Kahn; derrotándolo y mutilándolo personalmente ella misma. Kotal, que había quedado lisiado durante la lucha, nombró a Kitana la nueva Kahn de Outworld en reconocimiento de sus habilidades en el combate y la diplomacia. Después de que Kronika secuestrara a Liu Kang, Kitana y su ejército de Outworld ayudaron a las fuerzas aliadas del Reino de la Tierra contra el ejército de Kronika hasta que Raiden se fusionó con el antiguo yo de Liu Kang y su versión retoranda para convertirse en Liu Kang "Dios del Fuego". Mientras el resto de sus aliados luchaban contra las fuerzas de Kronika, Kitana se unió a Liu Kang para romper el control de Kronika. Sin embargo, Kronika invierte el tiempo para todos, excepto para Liu Kang, que se enfrenta sola a ella y a los demás retornados de sus aliados.
En la expansión del modo historia, "Aftermath", Kitana se reunió con Sindel después de que Sheeva, Nightwolf, Shang Tsung y Fujin la resucitaran para ayudar en la lucha contra Kronika. Sin embargo, se horrorizó al saber de la verdadera naturaleza megalómana de su madre cuando no pudo evitar que traicionara al Reino de la Tierra y a Outworld, además de ser destitutida de su cargo como Kahn y encarcelandola, quedando en duda el estatus del personaje. En uno de los finales del juego, Liu Kang derrota a Kronika y es capaz de traer de vuelta a Kitana para ayudarle a forjar una nueva línea de tiempo, aunque dicho final no es canónico.
En Mortal Kombat 1 vemos el destino forjado por Liu Kang para Kitana, pues ahora ella es hermana gemela de Mileena teniendo una relación muy cercana, además de que Sindel ahora es la emperatriz del Outworld y ve por el bien de sus hijas después del asesinato de su marido y padre de Kitana y Mileena, Jerrod. Durante el modo historia nos dan a conocer que en alguna línea temporal (que parte después de los hechos de Mortal Kombat 11) Kitana se convirtió en guardiana del tiempo que creó su propia línea temporal, y por lo tanto eso la transformó en una titán, misma a la que el Liu Kang (de la línea de Mortal Kombat 1) acude para pedir apoyo después de la intervención de Shang Tsung en su línea.

### Orígenes
John Tobias, creador del personaje, comentó en el año 2011 que los orígenes de Kitana se remontan al desarrollo de Mortal Kombat en 1991. En las etapas tempranas del desarrollo de dicho videojuego, Kitana iba a ser un personaje no seleccionable llamado "Kitsune" y tomaba como inspiración a la Princesa Marijo del videojuego Karateka, del año 1984. En el bosquejo original de Tobias, Kitsune sólo usa un abanico decorativo e "iba a ser la princesa e hija de Shang Lao quien después sería Shang Tsung y el botín para quien ganara el torneo". Sin embargo, traicionaría a su padre cuando se enamorara de Liu Kang. Más adelante, cuando la historia se expande en Mortal Kombat II, Shang Tsung se transforma en un subalterno de Shao Kahn, el nombre de Kitsune es reemplazado por "Kitana" y se convierte en la hijastra de Shao Kahn. De acuerdo con Tobias, el nombre "Kitsune" no se mantuvo debido a que era japonés y no era compatible con "Shang y Shao, que eran de origen chino" (aunque con el tiempo "el juego se convirtió en un puñado de simbología asiática sin sentido"); y el nombre Kitana combinaba Kitsune y Katana, lo que sonaba suficientemente asiático.
El productor y cocreador del videojuego, Ed Boon, comentó que el característico "beso de la muerte" de Kitana está inspirado en la muerte del villano Mr. Big (Dr. Kananga) del filme de James Bond del año 1973, Vive y deja morir, y agregó que, además de ser su fatality favorito de Mortal Kombat II, es un buen ejemplo de los intentos del equipo por combinar humor y violencia.

#### Diseño
Katalin Zamiar fue la actriz que interpretó a Kitana durante la producción de Mortal Kombat II. Boon y Tobias asistían a su gimnasio y el hermano de la actriz, que era fanático de Mortal Kombat, les sugirió que su hermana participara en la secuela de dicho videojuego. Zamiar comentó que Daniel Pesina, actor que interpretaba a Johnny Cage, le presentó al dúo "cuando decidieron contratar a una especialista en artes marciales para las ninjas". La actriz comenzó a practicar kung fu exclusivamente para su papel y comentó que el traje azul a medida que utilizó para las tres ninjas significó varios desafíos. Por ejemplo, las botas eran muy resbalosas para algunos movimientos, como los saltos y las patadas voladoras, y debían sujetarse con cinta adhesiva en la parte de los muslos. Por otro lado, la máscara debía estar sujeta a su nariz para que se mantuviera en su lugar.
Si bien, el personaje regresó para Ultimate Mortal Kombat 3 y Mortal Kombat Trilogy, respectivamente, Zamiar no volvió a interpretar a la princesa debido a problemas legales con Midway Games por la utilización del personaje en consolas de sobremesa; por lo que Becky Gable tomó su lugar y fue la nueva actriz que interpretó a las ninjas de dicha entrega, también esta sería la última entrega en la que Kitana compartiría aspecto con las demás ninjas. Kitana aparece por primera vez sin máscara en su primera versión en tres dimensiones de Mortal Kombat Gold y en Mortal Kombat: Deadly Alliance (sólo traje alternativo). En este último juego, se revelan sus medidas oficiales: 1,75 m (5 ft 9 in) de estatura y 59 kg (128 lb) de peso, este aspecto la acompañaría por toda la era 3D de principios de los 2000's.
En Mortal Kombat 9, sería rediseñada como una mujer caucásica que porta un traje atrevido, al final de la historia se puede ver su estado de retornada con su atuendo original. Finalmente, el traje que viste en Mortal Kombat X se daría más énfasis a sus habilidades de guerrera, dejando de la lado su estatus de princesa mismo que sería acompañado de trajes alternativos con el mismo enfoque, también aquí se revelaría su primer modelo de retornada con vestimenta propia y timbre de voz distinto al de la versión "viva".
En Mortal Kombat 11 fue rediseñada nuevamente, esta vez su aspecto está basado en la modelo Kaprice Imperial, siendo la primera vez que el personaje es retratado como mujer asiática a pesar de haberlo sido desde un inicio. Ahora posee un traje aún menos revelador que la entrega anterior e incluso su físico es más delgado, sus trajes ahora tienen un enfoque de 'princesa guerrera'.
Todas las entregas de la nueva línea temporal incluye sus trajes clásicos de los 90's como aspectos alternativos.

#### Armas
El arma de Kitana es un par de abanicos de acero con puntas afiladas y están inspirados en los abanicos de guerra japoneses. Al comienzo iban a ser íntegramente de metal, pero la idea sólo se utilizó para Mortal Kombat X. Durante la producción de Mortal Kombat II, la actriz Katalin Zamiar no utilizó abanicos de acero de verdad, sino que utilizó unos que llevaban un papel reflectante y eran sus propios abanicos de entrenamiento. En Mortal Kombat Gold el arma que puede lanzar es un cuchillo volador similar al búmeran de Tanya; mientras que en Mortal Kombat X puede usar sus propios abanicos o las armas que Jade usaba en anteriores entregas de la saga: un bō y una guja que puede manejarse mientras está en el aire.

#### Personajes derivados
Gracias a la técnica de cambio de paleta, los gráficos originales de Kitana en las primeras entregas de la franquicia dieron vida a personajes como Mileena y Jade para Mortal Kombat II e incluso está última portaba sus mismas habilidades. El traje azul de la actriz Katalin Zamiar, fue cambiado a morado y verde respectivamente para dar vida a las otras dos asesinas. En dicha entrega también se rumoreó la existencia de una cuarta ninja llamada "Skarlet", misma que era producto de un supuesto error en el código del juego, este provocaba que el color del traje de Kitana y Mileena se tornara rojo, incluso portaba dos dagas como armas. Skarlet debutaría oficialmente en Mortal Kombat 9, sin embargo nunca se confirmó o desmintió dicho rumor.
En Ultimate Mortal Kombat 3 y Mortal Kombat Trilogy, la actriz Becky Gable fue modelo para Kitana, Mileena, Jade y Khameleon, está última portaba el color gris y podía acceder al arsenal de movimientos de las 3 asesinas durante el combate. Posteriormente en Mortal Kombat 4, le daría vida a Tanya debido a un error en el código del juego hacía que el traje azul se tornara amarillo. Así, los desarrolladores decidieron aprovechar este error para crear un personaje nuevo y descartaron a Kitana en consecuencia, aunque se podía acceder a una versión no terminada por medio de un código o en la versión Gold de dicha entrega.
Desde que el videojuego fue diseñado en 3D, con la única que aún comparte semejanza es con Mileena, al ser clon suyo. Sólo llegando a diferenciarse por el tono de piel, corte de cabello, ojos y boca.

#### Mecánicas de lucha
La mayoría de los movimientos especiales de Kitana utilizan sus abanicos como proyectil, arma o para levitar. En algunas de las últimas entregas de la saga ha presentado nuevos movimientos especiales que pertenecen a Mileena o Jade, como la rueda que ejecuta en el suelo en Mortal Kombat vs. DC Universe o la teletransportación que comenzó a utilizar a partir de Mortal Kombat: Shaolin Monks.
Las mecánicas de lucha de Kitana en Mortal Kombat II recibieron una recepción positiva por parte de los medios especializados en videojuegos.
Kitana fue elegida como la mejor luchadora de dicha entrega por los editores de Sega Power y Super Play gracias a sus ataques rápidos y a sus similitudes con Chun-Li. Amiga Power también la consideró como un personaje "digno de elegir", mientras que Cinema Blend comentó que Kitana podría "dominar el videojuego, sin duda". Sin embargo, la guía de estrategia para Mortal Kombat II de GamePro ubicó a Kitana en el séptimo lugar de los doce mejores personajes seleccionables del videojuego argumentando que era difícil esquivar o alcanzar a los contrincantes con ella debido a que su lanzamiento de abanicos era lento y añadió, también, que su set de movimientos era limitado. Por su parte, una retrospectiva de Complex comenta que Kitana "tenía el proyectil más poderoso y, junto con Mileena, los lanzamientos y patadas más rápidos". Las combinaciones que podía hacer al final de la pantalla son una de las cosas favoritas de Ed Boon: "Cuando veía a los jugadores ejecutando las combinaciones de Kitana, sabía que había algo especial: estaban llevando al juego a otra dirección". EGM describió a Kitana como "una fuerza de la que hay que hacerse cargo" y predijo que "tendría un gran impacto, ya que sus abanicos pueden dejar al oponente vulnerable a combinaciones". En la versión casera de Game Gear, no obstante, los abanicos de Kitana pueden elevar al contrincante solo un poco y lo envía demasiado lejos como para ejecutar combos de manera sencilla. Además, sus combos suelen ser muy complejos, y por muy poderosos que sean, las combinaciones son demasiado largas.
Las habilidades que Kitana tenía para realizar combinaciones se redujeron substancialmente en Ultimate Mortal Kombat 3 (y, por ende, en Mortal Kombat Trilogy). Para esta entrega, Kitana no tuvo movimientos nuevos, a diferencia de la mayor parte de los personajes de la entrega, por lo que sus mecánicas de lucha recibieron críticas relativamente negativas por parte de la prensa especializada.
Nintendo Power comentó que "con tan pocos movimientos, la Princesa Kitana es, apenas, un desafío para jugadores experimentados", a pesar de que sus abanicos eran más rápidos que otros proyectiles. La revista Sega Saturn comentó que "la falta de mejorías en Kitana hace que jugar con ella no sea tan emocionante como con otros luchadores, aunque sus excelentes combinaciones en el aire siguen funcionando y pueden provocar mucho daño". Total 64 criticó su set de movimientos argumentando que "no son muy amigables y [que] sus combinaciones son un tanto complejas". Por su parte, la guía de estrategia para el juego de la compañía Electronic Gaming Monthly dice que Kitana "tuvo trampas mortíferas que quitaban casi la totalidad de energía [en Mortal Kombat II]. En cambio ahora, las combinaciones que puede hacer en el aire son tan limitadas que casi no vale la pena ejecutarlas". X360, por su parte, la consideró como "la peor contrincante que puede aparecer" en el modo de un jugador, ya que es "rápida, imposible de esquivar y capaz de dejar aturdido a sus oponentes con la brisa de su abanico".
Para su aparición en el criticado port de Mortal Kombat 4, Mortal Kombat Gold, Kitana regresa con el mismo set de movimientos de Mortal Kombat II y Ultimate Mortal Kombat 3/Mortal Kombat Trilogy. La revista Dreamcast comentó que el personaje, junto con Sub-Zero y Baraka, regresaban con movimientos y fatalities que ya habían pasado de moda.
Las combinaciones y movimientos especiales de Kitana, así como la dinámica y mecánicas de juego, se renovaron completamente en Mortal Kombat: Deadly Alliance. Si bien, su set de movimientos básicos no presenta variaciones significativas, sus diferentes estilos de lucha (ba gua y eagle caw) permitieron combos de calidad mejorada. De acuerdo con la guía oficial de BradyGame, "Kitana está por sobre los demás personajes a medida que el juego avanza. En cualquier momento, es capaz de quitar el 30 % de la energía con relativa facilidad, lo que la hace una de las más mortíferas tanto para jugadores principiantes como para los más experimentados". El personaje tiene el mismo set de movimientos en el port de Mortal Kombat: Deception, Mortal Kombat Unchained.
Kitana regresa en Mortal Kombat: Shaolin Monks con el mismo set de movimientos de Mortal Kombat II y Ultimate Mortal Kombat 3, con la diferencia de que la mecánica del juego entrega más dinamismo y diferencias notorias en comparación con sus primeras apariciones. La guía de Prima Games para Shaolin Monks indica que Kitana es "lo suficientemente rápida para efectuar un daño moderado" y que tiene "algunos de los movimientos especiales más potentes del juego", pero que se deben realizar a una distancia cercana para que sean efectivos.
Kitana regresa en Mortal Kombat: Armageddon con el mismo set de movimientos de Mortal Kombat: Deadly Alliance (y, por ende, Mortal Kombat: Unchained) y solo conserva su estilo ba gua. Prima Games indica en la guía oficial del videojuego que es un "personaje con el que cuesta ganar" y que "como varios de los personajes de calidad media que aparecen [en Mortal Kombat Armageddon], fracasa en casi cada aspecto" (tomando en cuenta, también, que es mejor para defenderse que para atacar). Menciona, además, que solo un escenario es idóneo para jugar con ella y termina calificándola con un 4 de 10.
El set de movimientos de Kitana en Mortal Kombat vs. DC Universe reúne movimientos clásicos y algunos que pertenecen a Mileena. La guía oficial del videojuego de Prima Games la considera como "uno de los personajes más mortíferos del juego debido a que es veloz y a que su set de movimientos es extremandamente efectivo".
En Mortal Kombat 9, el set de movimientos de Kitana no varía radicalmente, aunque la guía oficial de Prima Games para dicha entrega la considera como un personaje "competente" y comenta que, una vez más, "es la más mortífera al final de la pantalla" y que es muy buena cuando se enfrenta a Baraka y Sub-Zero. El sitio observa, además, que es su aparición más corriente, dado que "no sólo es uno de los personajes que más daño puede provocar, sino que además de hacer volar a sus enemigos con su abanico y golpearlos con su combo volador; puede hacer combinaciones la mayor parte del tiempo mientras su adversario está en el aire". La guía oficial de Mortal Kombat X de Prima Games indica que Kitana "es uno de los personajes más únicos del juego", ya que hereda varios de los movimientos especiales de Jade y, además, "puede ser ofensiva y defensiva al mismo tiempo" dependiendo de la variación seleccionada. La guía recomienda, también, la variación "Mournful" para los fanáticos de Jade y la variación "Assasin", que "intenta rescatar el estilo medianamente defensivo que tiene en Mortal Kombat X y añadirle un poco de fuerza de fuego ofensiva", a los jugadores que ya están acostumbrados a las dinámicas de Kitana. Por otro lado, se han descubierto combinaciones infinitas siguiendo esta última variación que fueron corregidas con parches lanzados para el juego. Así como en Mortal Kombat X Kitana posee algunas habilidades de Jade, en Mortal Kombat 11 hace lo mismo con Mileena en su variante "Highborn".
Los movimientos de Kitana han sufrido pocas evoluciones, algunos de estos solo cambian de animación o de alcance.
- Fan Lift: Kitana sopla fuertemente con sus abanicos y eleva a su víctima inmovilizada para poder atacarla, en MKX este movimiento es puesto exclusivo para la versión de la misma llamada "Tormenta Real".

- Fan Throw: Kitana lanza su abanico. En la mayoría de los juegos, el abanico está formado de cuchillas, pero en Armageddon es de tela y tiene amarrado en sus extremos las cuchillas, en MKX los abanicos son puñales unidos en forma de abanico, esta los lanza de uno en uno o dos al mismo tiempo.

- Ataque aéreo: Kitana se eleva y vuela contundentemente con su puño hacia el cuerpo del enemigo, en MKX este movimiento cambia y en vez de soltar un puñetazo esta ataca con su trasero siendo exclusivo de la variante "Tormenta Real".

- Fan Swipe: Este movimiento solo aparece en los primeros juegos. Consiste en agredir con el abanico. En Mortal Kombat: Deadly Alliance y en el port de Deception, Unchained, su arma es el abanico, llamado Steel Fan, y ya no se considera un movimiento, sino que este en cadena puede producir combos, uppercuts, etc.

Fatalities:
Fatalitie uno: Kitana lanza sus abanicos hacia el oponente, los cuáles lo cortan exteriormente y se logran visualizar los órganos internos, después Kitana empieza a girar cómo un tornado y saca todos los órganos del oponente después haciendo una explosión.
Fatalitie 2: Kitana lanza sus abanicos hacia la cintura y torso del oponente, clavándoselos y después retirándolos, haciendo que el oponente se parta en pedazos.

### En películas y en series

#### Mortal Kombat: La películayMortal Kombat: Annihilation
A pesar de la importancia de Kitana en la historia de los videojuegos de la serie, no fue más que un personaje secundario en las dos adaptaciones fílmicas de Mortal Kombat.
En las películas, Kitana fue interpretada por la actriz Talisa Soto, en donde apareció sin máscara y con un traje de color negro. En la película del año 1995, Kitana acompañaba a Shang Tsung, quien sabía que Kitana era una rival debido a su estatus como heredera legítima del Outworld y a que podría aliarse con los guerreros de la Tierra. Por lo tanto, envía a Reptile para que la espíe. Finalmente, Kitana se alía con Liu Kang y con los guerreros de la Tierra para destruir al hechicero Shang Tsung.
En la secuela de la película, Mortal Kombat: Aniquilación, Kitana es una prisionera de Shao Kahn luego de que Scorpion la apresara y se enfrenta a Sindel en la batalla final. Sus abanicos de acero plegables (que aparecen como varias cuchillas y no como una pieza de metal) son su arma en una oportunidad, aunque no aparecen abiertos. Si bien, Aniquilación hace guiños de una relación entre Kitana y Liu Kang, lo único que se menciona sobre su historia es que es heredera del trono del Outworld.
Talisa Soto comentó que mientras se preparaba para el papel en la primera película, sus sobrinos y sobrinas la "educaron" sobre la historia de Mortal Kombat y que practicó kung fu, taichí chuan y wing chun durante cinco semanas, además de lucha con palos brasilera para su papel en Aniquilación.

#### Mortal Kombat: Defenders of the Realm
En la serie animada Mortal Kombat: Defenders of the Realm, que reunía elementos de Mortal Kombat 3 y de la primera película de manera libre, Kitana era el personaje principal y su voz fue interpretada por la actriz Cree Summer. El personaje aparecía otra vez sin máscara y su traje guardaba similitudes con los de Mortal Kombat II. Tal como en la primera película, no se menciona nada sobre su pasado como servidora de Shao Kahn y en el episodio "Skin Deep", Rain es su examante que se ha vuelto malvado, a pesar de que nunca han tenido ninguna clase de relación en la historia original de la serie aparte de su herencia edeniana.
En el episodio final de la serie, Kitana encabeza una rebelión contra el dominio de Shao Kahn sobre el Outworld, la que resulta un fracaso.

#### Mortal Kombat: Conquest
Kitana apareció varias veces en la serie no canónica del año 1998 Mortal Kombat: Conquest, interpretada por Audie England en los episodios "Vengeance" y "Shadow of a Doubt"; y por Dara Tomanovich y la doble Christine Rodríguez en el episodio "The Essence". En la serie, Kitana está al tanto de su pasado edeniano y de que sus padres fueron asesinados a manos de Shao Kahn y trabaja con Kung Lao para evitar que conquiste los reinos mientras finge ser su aliada. Sus armas y su traje son similares a los de las películas y complementa su estilo de lucha edeniano (que ya había dominado antes de la invasión de Shao Kahn) con varios movimientos que aprendió de los prisioneros de su padrastro. Mileena no es ni un clon de Kitana ni su hermana y, esta vez, Rain aparece como su ex mejor amigo.
En el episodio final de la serie, que terminó de manera abrupta debido a que fue cancelada luego de dos temporadas al aire, Kitana aparentemente muere a manos de los monjes de las sombras (shadow priests) por órdenes de Shao Kahn, quien no soportó que lo traicionara.

#### Mortal Kombat: Legacy
Kitana apareció en un episodio de dos partes de la serie en línea y precuela de la serie original de videojuegos Mortal Kombat: Legacy. Sus orígenes se explican en el episodio "Kitana & Mileena", que es una adaptación de su historia original. Una de las diferencias más notables es que, antes de suicidarse, su madre Sindel hace un ritual para que su alma se fusione con la de Kitana con la esperanza de prevenir que su hija se corrompiera con la maldad de Shao Kahn. En el episodio, Kitana aparece con máscara en las partes animadas y sin ella en las partes "reales" y se enfrenta a Mileena en una lucha, en donde es la ganadora. Cuando Shao Kahn envía a ambas a asesinar a un hombre que en realidad era el padre biológico de Kitana, el Rey Jerrod, Kitana descubre la verdad sobre su pasado y decide vengarse de Shao Kahn en el torneo Mortal Kombat. En la segunda temporada de la serie, Kitana rescata a Johnny Cage y luego se enfrenta a Mileena hasta decapitarla.
La artista de artes marciales y doble de películas Samantha Jo interpretó a Kitana en Mortal Kombat: Legacy y fue, además, su debut en la actuación. La actriz reconoció que era una fan de Kitana desde su niñez y mientras se preparaba para su papel, investigó más sobre el personaje con los fanes de la saga con el fin de conocer la percepción que tenían sobre Kitana, para así "estar en la misma sintonía". Además, comentó que su mayor obstáculo fue comprender la forma en que la rivalidad que el personaje tenía con su hermana y la traición que había enfrentado en el pasado la habían afectado en la actualidad.

### En libros y live-actions
En la novela de Martin Delrio de la primera película de Mortal Kombat, Shang Tsung le informa a Goro que Kitana conserva el recuerdo del trono del Outworld antes de que Shao Kahn lo conquistara y que hacía uso de su edad y de su estatus como escudo para ocultar su rebelión.
Más adelante, Kitana apareció en la serie de cómics Mortal Kombat de Malibu Comics entre 1994 y 1995. Su primera aparición fue en la miniserie de tres ediciones "Goro: Prince of Pain", en donde busca a Goro en el Outworld junto con Mileena, Baraka y Reptile. En la miniserie "Battlewave", intenta sublevarse contra Shao Kahn junto con Kung Lao, Baraka y Sub-Zero. Más adelante, es la protagonista de una edición titulada "Kitana and Mileena: Sister Act", en la que su historia como servidora de Shao Kahn permanece intacta, aunque se diferencia en que ya es una adulta cuando Shao Kahn se toma el reino luego de asesinar a Jerrod y en que es sometida a un hechizo que le hace olvidar su pasado y creer que es hija de Shao Kahn. A diferencia de la historia original del videojuego, Kitana no tiene ningún tipo de interacción ni con Liu Kang ni con Jade; en cambio, tiene una relación cercana con Kung Lao. De hecho, Shang Tsung intenta aprovecharse de esta relación cercana mientras está transformado en Kitana.
En el cómic de Mortal Kombat 4 publicado en 1997 y lanzado junto con la versión para computadores de dicho videojuego, Kitana logra un acuerdo de paz entre las razas Shokan y Centaura. Más tarde, aparece en el cómic Mortal Kombat vs. DC Universe: Beginnings, ilustrado por John Tobias y publicado por DC Comics en el año 2008.
Kitana fue uno de los personajes que aparecieron en la presentación en vivo Mortal Kombat: Live Tour, interpretada por Lexi Alexander y Jennifer DeCosta.

### Merchandising y promoción
No solo se ha dado promoción a Kitana en videojuegos, en sus cómics y en vivo, sino que su imagen también se ha promocionado por medio de mercancía y personajes públicos.

#### Merchandising
En 1995, la revista argentina Top Kids lanzó una figura de Kitana como parte de la promoción de Mortal Kombat II. En Reino Unido, Toy Island lanzó una figura de 30 cm como parte de su colección para promocionar Mortal Kombat Trilogy. Años más tarde, en el año 2000, se exhibió en la Feria Internacional del Juguete el prototipo de una figura no lanzada cuyo diseño se basaba en su aparición en Mortal Kombat II.
En el año 2012, Syco Collectibles lanzó una figura a escala 1:6 en una edición limitada de la serie Enchanted Warriors. Ese mismo año, Pop CUlture Shock Collectibles anunció otra estatua en miniatura, que incluía una edición limitada con el traje de Kitana sin máscara. En la Feria Internacional del Juguete del año 2015, Mezco Toyz anunció una versión con la variante "Royal Storm" de su aparición en Mortal Kombat X.
Kitana fue, además, uno de los personajes de una colección de imanes de Alta-Boy Wholesale en el año 2011. También se lanzó un mousepad en 3-D.

#### Promoción
Rachelle Glover apareció vestida de Kitana en el tráiler de una acción en vivo titulada "Kitana Kasting", junto con dos modelos que aparecen vestidas de Sonya y Mileena y en una sesión de fotos oficial. Las tres asistieron, además, al The Gadget Show: World Tour para jugar una partida de Mortal Kombat. El año siguiente, Glover también interpretó a Kitana en el tráiler de acción en vivo que promocionaba la versión en PlayStation Vita de Mortal Kombat. El tráiler se titulaba "Play Anywhere" y aparecía primero en dos adelantos, para luego aparecer en una versión completa con ambos adelantos unidos. La octagon girl de la Ultimate Fighting Championship Brittney Palmer jugó con Kitana en un video promocional para el vlog de Playboy de Jo Garcia vestida con un traje azul.
En el año 2011, Charlie Jane Anders de Io9 nombró el traje de Kitana como el más raro y atrevido de los trajes vendidos durante Halloween; aunque Justin Amirikhani de Complex lo consideró uno de los "trajes de videojuegos hechos a última hora que se ven bien" y Brian Altano de IGN lo incluyó en su lista de "los trajes de Halloween más ridículos (o ridículamente sexies) inspirados en videojuegos" del año 2012.

## Impacto cultural
El impacto cultural que ha tenido Kitana se puede observar en sus apariciones en diversas publicaciones, además del sinnúmero de artistas que han reconocido su fanatismo por el personaje vistiéndose como ella o cambiando su nombre a "Kitana".
Kitana ha aparecido en dos de las ediciones de la revista humorística Cracked y fue uno de los personajes de la novela del año 2009 This Is How It Starts, escrita por Grant Ginder. Las luchadores profesionales Bella Twins aparecen en el videojuego WWE Immortals con trajes inspirados en Kitana y Mileena .
En el año 2017, la artista Princess Nokia lanzó una canción titulada "Kitana" y ha comentado que se trata de su personaje favorito de Mortal Kombat.
Desde comienzos de los noventa, Kitana ha sido un personaje popular en los eventos de cosplay de todo el mundo, particularmente entre modelos y presentadoras.
Por ejemplo, Karen Bordador, presentadora filipina y ganadora del FHM "Premiere Vixen", se vistió de Kitana para una sesión de fotos del año 2011. La fisicoculturista Tanya Jordan se presentó en una competencia de pole dance vestida como Kitana y fue la ganadora. La directora de cine Jencine Soska se vistió de Kitana para competir contra su hermana, quien estaba vestida de Mileena en el Fantastic Fest 2011. Finalmente, en el año 2017 algunas estudiantes de una universidad de Miami se vistieron de Kitana en una rutina de baile controvertida.
En el mundo de las artes marciales, la luchadora estadounidense AJ Lee se vistió como Kitana para un evento de Halloween en Monday Night Raw en el año 2011 e, incluso, imitió el movimiento de "fan lift" contra su oponente; mientras que Roxanne Mondafferi se vistió como Kitana para el Ultimate Fighting Championship en el año 2015.
Otras celebridades que se han vestido como Kitana son la modelo de la revista Maxim Aja Dang en la ComicCon 2012, la modelo Jenn Sterger en el año 2013, la luchadora Velvet Sky en el año 2014 y la cantante Demi Lovato en el año 2017.
Durante la sexta temporada del programa de televisión RuPaul's Drag Race, el drag queen Adore Delano usó un traje inspirado en Kitana comentando que era su personaje favorito de Mortal Kombat.

### "Kitana" como nombre de persona
En ocasiones, la palabra "Kitana" ha sido una forma incorrecta de escribir "katana" y, si bien, el nombre no tiene un significado preciso y no existía antes de que John Tobias lo inventara en 1993 para Mortal Kombat II; ya es un nombre de persona en varias partes del mundo. Desde 1999, la modelo Cherie Robers adoptó el seudónimo "Kitana Jade", mientras que la modelo Christi Josenhans se cambió el nombre a Kitana Baker.
Kitana es, también, el nombre del personaje principal de la novela Skulduggery Pleasant: Kingdom of the Wicked, escrita por Derek Landy en el año 2012.

## Recepción
La recepción crítica de Kitana ha sido en su mayoría muy positiva, a menudo con énfasis en su buen aspecto y, a veces también en su personalidad relativamente complicada. Ella se ha convertido en comúnmente considerada como uno de los personajes más reconocibles de la franquicia de Mortal Kombat. Mortal Kombat II fue descrito por CU Amiga como Kitana & Co y por GamePro como Kitana y su tripulación. Según Tom's Hardware en 2007, Kitana es posiblemente la mujer más conocida y popular de la serie Mortal Kombat. Ella ocupó el cuarto lugar en la lista de 2005 de la Vieja Escuela Superior, Anthony Severino de Game Revolution, clasificado como el quinto mejor personaje de la serie por Robert Workman de GamePlayBook en 2010, y fue votado como el noveno mejor luchador Mortal Kombat por el personal de UGO en 2012. Los fanáticos votaron a Kitana como el duodécimo mejor personaje de la serie en una encuesta de Dorkly votado por fanáticos en 2013 que calificó a toda la lista de Mortal Kombat.
En el momento de su presentación en Mortal Kombat II, Times Union describió a Kitana como la luchadora sexy y viciosa y una nena asesina que combina una mezcla de seducción y violencia. De acuerdo con Amiga Format en 1994, Si bien podría ser increíblemente triste para los hombres adultos apetecer a los personajes femeninos del juego, uno debe estar preparado para enamorarse de Kitana. El Austin American-Statesman describió a Kitana y Mileena como Mucho más desagradable que el instructor de aeróbicos sin artes marciales del primer juego. Según Joey Esposito de MTV, Es añadido en algunos más, digamos, personajes sexualmente sugestivos en Mileena y Kitana.
En diversos medios se le ha clasificado como uno de los personajes más valiosos en la saga juegos de pelea así como en la industria de los videojuegos en general. Debido a su gran popularidad, Kitana es mencionada en listas hechas por diferentes críticos, que toman en cuenta su belleza, personalidad o técnica de combate.

## Nota
1. ↑  Una cosplayer de Kitana ganó un concurso de Mean Machines Sega en 1995.